# Стенли Дудрик
Стенли Џон Дудрик (Нантикок, 9. април 1935 — Итон, 18. јануар 2020) био је хирург и пионир у интравенској исхрани.

## Биографија и образовање
Дудрик је рођен у Нантикоу, Пенсилванија, и био је унук пољских имиграната. Његов отац је био рудар, а мајка радница у фабрици. Са седам година одлучио је да постане лекар након што је видео негу коју је његова мајка добила током тешке болести. Дипломирао је на Френклин и Маршал колеџу 1957. Дипломиравши награђен је Вилијамсоновом медаљом, највишом одличјем за постигнућа ученика. Његов први истраживачки пројекат, урађен на колеџу, био је узгој биљака парадајза и проучавање ефеката доза магнезијума у тлу. У интервјуу, Дудрик је изјавио:
Читав етос колеџа Френклин и Марсшал ме је заразио и трансформисао од клинца из региона угља у страственог будућег научника. Они су ми само прожели важност знања, да ништа није драгоценије него стећи знање и потом га пренети другима.
Дипломирао је медицину на Медицинском факултету Универзитета у Пенсилванији.
На медицинском факултету се оженио Терезом Кин и имао шесторо деце.
Стенли Дудрик је преминуо 18. јануара 2020. у Итону, Њу Хемпшир, од компликација болести укључујући отказивање бубрега.

## Каријера
Као хируршки специјализант на Универзитету у Пенсилванији, Дудрик је схватио да је потхрањеност након операције слабо препознат узрок смрти пацијената који нису могли да једу или апсорбују хранљиве материје. Од 1964. до 1966. године радио је са својим ментором др. Џонатом Роудс, у развоју ТПН-а. Након много сати проведених у лабораторији на вагама, мерећи прецизну количину сваке потребне хемикалије, успео је да одржава биглове у животу месецима са ТПН-ом, заобилазећи њихов пробавни систем. Након што је показао изводљивост на лабораторијским животињама, 1967. применио је технику на болесну бебу, а затим и на одрасле. Исхрана укључујући угљене хидрате, масти, протеине, витамине и минерале давана је директно у циркулаторни систем. У наредним деценијама, Дудрик је наставио да даје значајан допринос овој области. Његов допринос на пољу медицине пореди се са Џозефом Листером и Александром Флемингом, између осталих. Медицинска школа Геисингер је изнела став по питању њега :
Број спасених дечијих живота процењује се на преко 10 милиона, а корист за одрасле са низом стања није ништа мање значајна. ТПН је спасоносни ослонац терапије за велики део најтеже болесних пацијената у болницама широм света и представља један од најзначајнијих развоја у историји хирургије.
Дудрик је остао на Универзитету у Пенсилванији након што је завршио специјализацију, а редовни професор постао је након само пет година. Напустио је место професора 1972. године да би постао оснивач одељења за хирургију на Универзитету Тексас Хјустону. После тога је постао председник хирургије на Универзитету у Пенсилванији, а затим и професор на медицинским школама Јејл и Гајзингер.
Године 1975. Дудрицк је основао Америчко друштво за парентералну и ентералну исхрану (АСПЕН) служећи као први председник друштва. АСПЕН тренутно има 6.500 чланова и водећа је организација фокусирана на побољшање клиничке неге исхране и истраживања клиничке исхране.
Дудрик је добио преко 100 националних и међународних награда, укључујући прву Фланце-Карл награду Америчке хируршке асоцијације 1997. за његов суштински и доживотни научни допринос хирургији; награду за иновацију америчког колеџа хирурга Јацобсен 2005; коју је Медскејп прогласио 2016. као једног од 50 најутицајнијих лекара у историји; проглашен за „Хероја у хирургији“ 2014. од стране Америчког колеџа хирурга, једне од четири особе које су у то време имале ово одликовање; највише признање Америчког хируршког удружења 2009. године, Медаљон за научна достигнућа. Служио је у Управном одбору Франклина и Маршала и добио је почасни докторат колеџа.